# Ямада Масару
Масару Ямада (яп. フェンシング選手, нар. 14 червня 1994) — японський фехтувальник на шпагах, олімпійський чемпіон 2020 року.

## Виступи на Олімпіадах
| Олімпіада  | Дисципліна          | Місце |
| ---------- | ------------------- | ----- |
| Токіо 2020 | індивідуальна шпага | 6     |
| Токіо 2020 | командна шпага      | 1     |
| Париж 2024 | індивідуальна шпага | 7     |
| Париж 2024 | командна шпага      | 2     |